# Ascetotrephes
Ascetotrephes is een geslacht van wantsen uit de familie van de Helotrephidae. Het geslacht werd voor het eerst wetenschappelijk beschreven door J. Polhemus & D. Polhemus in 2003.

## Soorten
Het genus bevat de volgende soorten:

- Ascetotrephes edmundsorum J. Polhemus & D. Polhemus, 2003
- Ascetotrephes flavomarginatus Zettel, 2004
- Ascetotrephes keningau J. Polhemus & D. Polhemus, 2003
- Ascetotrephes loedli Zettel, 2004
- Ascetotrephes mesilau J. Polhemus & D. Polhemus, 2003
- Ascetotrephes minor Zettel, 2004
- Ascetotrephes schawalleri Zettel, 2009
- Ascetotrephes sumatrensis Zettel, 2004